# رود کاگرا
رود کاگرا رودی است به دریاچه ویکتوریا می‌ریزد. این رود از کشورهای بوروندی، رواندا، تانزانیا، و اوگاندا می‌گذرد ۴۰۰ کیلومتر طول دارد.

## نگارخانه

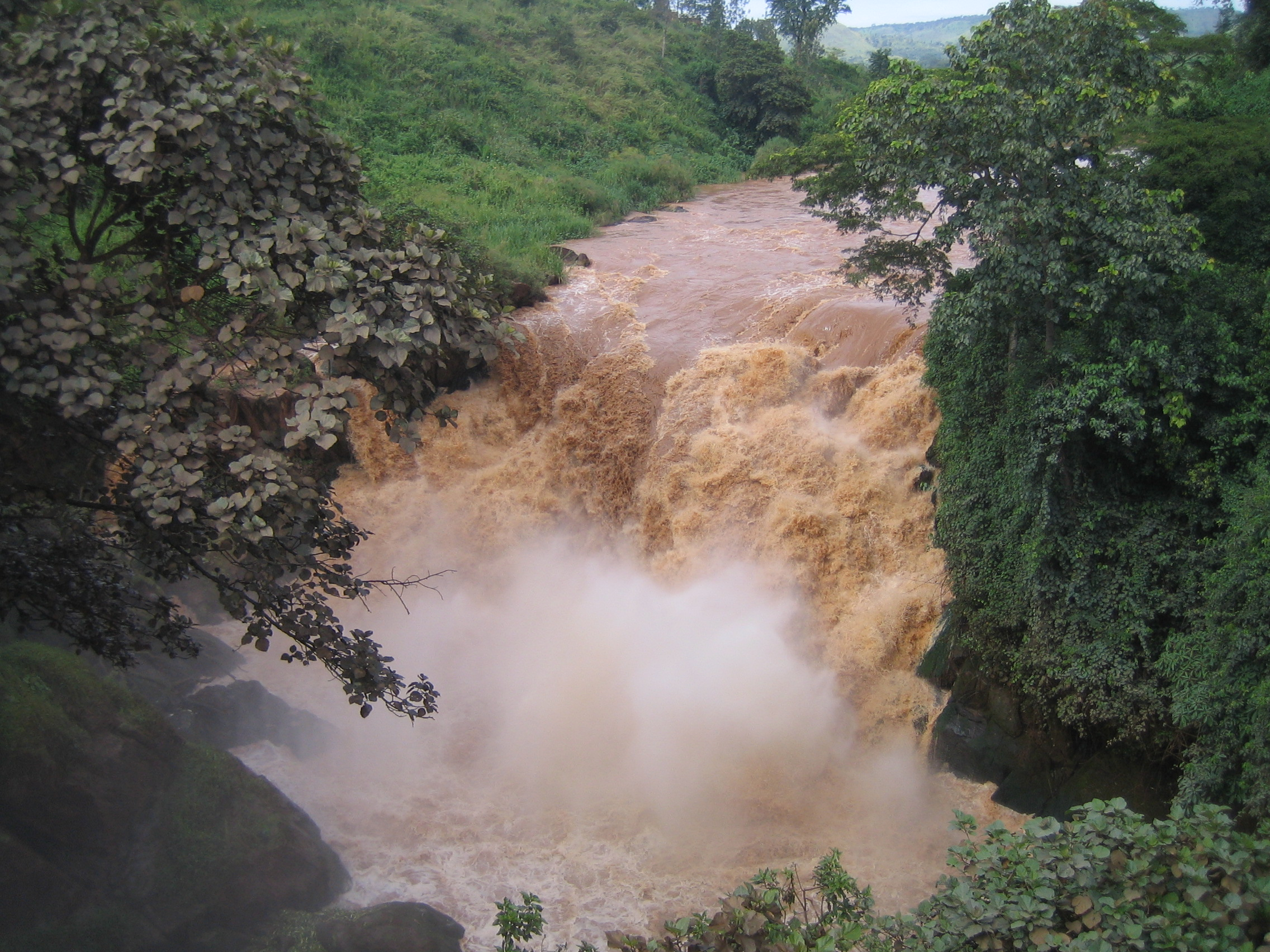
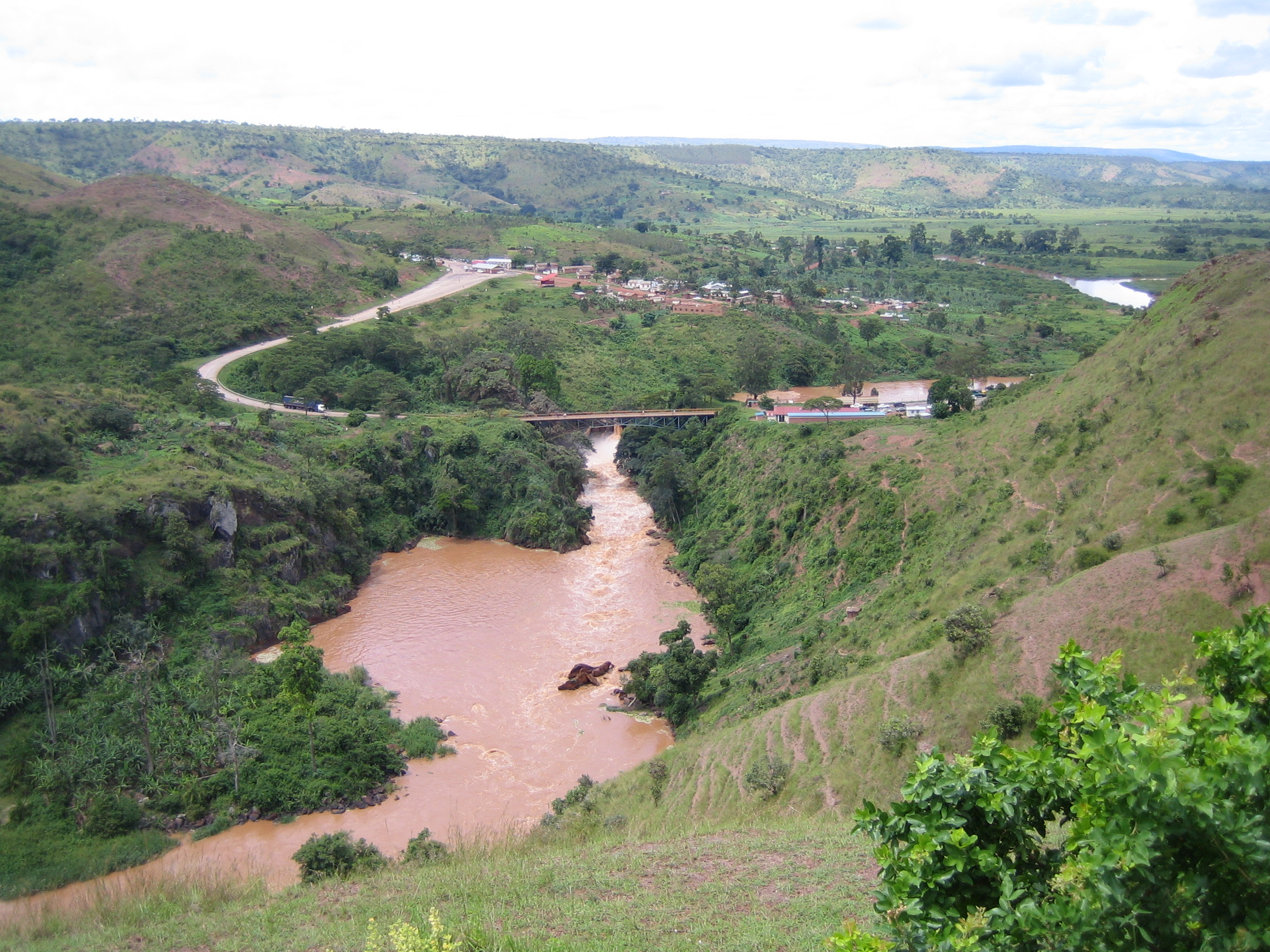